# Parmaturus campechiensis
Parmaturus campechiensis är en hajart som beskrevs av Springer 1979. Parmaturus campechiensis ingår i släktet Parmaturus och familjen rödhajar. IUCN kategoriserar arten globalt som otillräckligt studerad. Inga underarter finns listade i Catalogue of Life.